# Jungle Rot
Jungle Rot es una banda estadounidense de death metal de Kenosha, Wisconsin, formada en 1992.

## Historia
Jungle Rot fue fundado en 1992 como un proyecto paralelo por Jim Harte y Joe Thomas, miembros del grupo de thrash metal de Illinois, Prisoner. El nombre de la banda hace referencia a la pudrición de la jungla, una infección de la piel que se presenta en climas tropicales. La banda grabó su primer demo Rip Off Your Face, una divertida oferta de death metal inmaduro fuertemente influenciado por artistas como SOD y Celtic Frost . Luego, adquirieron al guitarrista de Kenosha Dave Matrise ( Num Skull, Nocturnal, Fatal Violence) en 1993. No fue hasta 1994, cuando Matrise se hizo cargo, que la banda se puso seria y empezó a despegar. La banda refinó su estilo y lanzó su segundo demo Skin The Living en 1995, que es el año en que Matrise reconoce que comenzó la banda. Después de sus dos primeros demos, la banda firmó con el sello independiente estadounidense Pure Death Records, propiedad en ese momento de Jamey Jasta de Hatebreed, donde lanzaron su primer álbum, un reempaquetado de su segundo demo Skin the Living, en 1996. A finales de 1997, su segundo álbum, Slaughter the Weak, fue lanzado en el sello independiente Pulverizer Records .El EP Darkness Foretold fue lanzado en 1998 por el pequeño sello SOD Records, encabezado por el creador de la revista de música underground Sounds of Death, y presentaba versiones de "Fight Til Death" de Slayer y "Jesus Hitler" de Carnivore. La edición inicial de Darkness Foretold vino con una edición limitada del cómic Jungle Rot. Los siguientes dos álbumes de estudio de larga duración, Dead And Buried de 2001 y Fueled By Hate de 2004, fueron lanzados por Olympic Recordings en asociación con Century Media Records.
En 2005, el núcleo actual de Jungle Rot se unió cuando Matrise reclutó los talentos del nativo de Chicago James Genenz ( Fleshgrind, Avernus, Dead For Days, Reign Inferno, God Dementia) en el bajo y Geoff Bub (Destiss, Putrid Dissentary) en la guitarra. . Con las tareas de composición ahora compartidas entre los tres miembros y la mayor parte de las letras escritas inmediatamente por Genenz, Matrise ahora pudo llevar a su banda al siguiente nivel. Siguieron giras posteriores con bandas como Deicide, Goatwhore, Cattle Decapitation, Krisiun, The Black Dahlia Murder, 25 Ta Life, Hate Eternal, Incantation y Vital Remains . A mediados de 2006, la banda lanzó el álbum Warzone en Crash Music. Esta grabación marcó el primer álbum que presenta el ahora actual núcleo Jungle Rot de Matrise, Genenz y Bub. En 2008, encabezaron una gira europea con el apoyo de Warmaster, Downswitch y Walking Corpse.
La banda firmó con Napalm Records en enero de 2009 y lanzó What Horrors Await en junio de 2009. Poco después siguió una gira europea con Six Feet Under junto con una gira como cabeza de cartel por los Estados Unidos. En abril de 2011, la banda firmó con Victory Records y lanzó Kill on Command el 21 de junio de 2011  El 19 de marzo de 2013, Jungle Rot lanzó su octavo álbum a través de Victory Records, titulado Terror Regime . La banda se fue de gira para promocionar el álbum con grupos de metal como Suffocation, Obituary, Broken Hope y Decrepit Birth. El 14 de abril de 2015, se anunció que Jungle Rot tocaría durante todo el Rockstar Energy Drink Mayhem Festival 2015, actuando en el escenario de Victory Records .
A principios de 2015, la banda tocó en el prestigioso crucero 70000 Tons of Metal y anunció a través de sus redes sociales que estaban trabajando en su noveno álbum de estudio, Order Shall Prevail, que se lanzará más adelante ese año en Victory Records . Los pedidos anticipados del álbum se anunciaron el 26 de mayo, junto con la lista de canciones del álbum, la fecha de lanzamiento del 30 de junio y una transmisión del sencillo "Paralyzed Prey".  El 27 de mayo de 2015, se reveló que Max Cavalera ( Sepultura, Soulfly, Cavalera Conspiracy ) prestaría su voz en el tema "Fight Where You Stand" . El 29 de junio se estrenó en Vevo el vídeo musical oficial del sencillo "Paralyzed Prey" . El 7 de marzo de 2016, Jungle Rot lanzó un vídeo de la canción "Doomsday" a través de Victory Records. La banda también fue anunciada como parte de la edición 2016 del Metal Alliance Tour junto a Dying Fetus y The Acacia Strain .
En el verano de 2017, Jungle Rot completó una exitosa gira por Estados Unidos y Canadá con la legendaria banda de thrash alemana Destruction y Warbringer de California, actuando en Centroamérica, encabezando espectáculos en Nicaragua, Costa Rica, Guatemala y México; y anunciaron que ingresarían al estudio en enero de 2018 para grabar su décimo álbum de estudio que se lanzará a mediados de 2018. También se reveló que el ex baterista Jesse Beahler tocaría la batería en este nuevo álbum.
El 8 de junio de 2018, la banda anunció el próximo lanzamiento de su décimo álbum homónimo. En junio de 2018 se lanzaron dos sencillos: "A Burning Cinder" y "Fearmonger", este último con contribuciones vocales invitadas del líder de Destruction, Schmier . El álbum fue lanzado en CD Digipak, vinilo y casete limitado el 20 de julio de 2018.
Más tarde, en junio de 2018, el bajista y letrista James Genenz fue agredido por un grupo de personas durante las altas horas de la noche fuera de su lugar de trabajo, lo que lo dejó con múltiples lesiones, incluido un tobillo roto. Después de 2 cirugías, James se vio obligado a no participar en toda la gira durante el resto de 2018, que incluyó una excursión por América del Norte con Havok y Extinction AD. En la primavera de 2019, James se reagrupó con la banda y salieron de gira comenzando en Europa con una gira como cabeza de cartel con los teloneros Ultra-Violence, donde la banda tocó en Austria, Eslovaquia, Italia, Suiza, Alemania, Bélgica, Gran Bretaña y Holanda. . Jungle Rot regresó a los Estados Unidos e inmediatamente salió de gira con Deicide, Origin y The Absence durante un mes más antes de dar la vuelta y regresar a Europa por unas semanas. Durante esta carrera, Jungle Rot actuó como cabeza de cartel en Holanda, Suecia, Polonia, Alemania, Francia, Hungría, República Checa e hizo apariciones en los festivales de metal Brutal Assault, Party San Open Air, Stonehenge Festival y Poet Fest. Jungle Rot regresó a casa y actuó en el Full Terror Assault Festival en Illinois y en un espectáculo en su ciudad natal antes de comenzar a trabajar en su próximo álbum. Spenser Syphers fue anunciado como el nuevo baterista permanente de Jungle Rot en junio de 2019. El 22 de marzo de 2022, la banda anunció que su undécimo álbum, A Call to Arms, se lanzaría el

## Estilo
La mayor parte de la música de Jungle Rot es Death Metal con infusión de Groove. La mayoría de los temas líricos tratan sobre la guerra, la tortura, el asesinato, la muerte y la corrupción.

## Personal
Actual
- Dave Matrise - guitarra rítmica, voz (1994-presente)
- James Genenz - bajo (2005-presente), guitarras (2004-2005)
- Geoff Bub - guitarra solista (2005-presente)
- Spenser Syphers - batería (2019-presente)

Anterior
- Joe Carlino - bajo (1993-1994)
- Brian Kuhn - bajo (1994-1995)
- Mike LeGros - bajo (1999-2000)
- Jim García - batería (1999-2002)
- Joe Thomas - voz, guitarras (1992-1994)
- Chris "Wisco" Djuricic - bajo (1995-1999, 2001-2003), guitarras (2004)
- Jim Harte - batería (1992-1997)
- Jim Bell - guitarras (1994-2000)
- Rob Pandola - batería (1997-1998)
- Kevin Forsythe - guitarras (2000-2002)
- Jerry Sturino - bajo (2004-2005)
- Eric House - batería (2004-2006 / 2008-2010)
- Joey Lohr - guitarras (2004-2005)
- Neil Zacharek - batería (2006-2007)
- Jesse Beahler - batería (2010-2013)

Músicos de gira
- Jason Adam Borton - batería (2016)
- Remington Roberts - batería (2013-2016)
- Parker Yowell - batería (2016)
- Mike Miczek - batería (2014)
- Shawn Johnson - batería (1999)
- Tony Ochoa - batería (2010)
- Andy Vehnekamp - batería (1999)
- Joey Muha - batería (2015)
- Scott Fuller - batería (2013)
- Chris 'Wisco' Djuricic - guitarras (2013)

## Discografía

### Álbumes de estudio
- Skin the Living (1996, Pure Death Records)
- Slaughter the Weak (1997, Pulverizer Records)
- Dead and Buried (2001, Olympic/Century Media)
- Fuled by Hate (2004, Olympic/Century Media)
- War Zone (2006, Crash Music Inc. )
- What Horrors Await (2009, Napalm Records) (reeditado por Victory Records, 2018)
- Kill on Command (2011, Victory Records)
- Terror Regime (2013, Victory Records)
- Order Shall Prevail (2015, Victory Records)
- Jungle Rot (2018, Victory Records)
- A Call to Arms (2022, Unique Leader Records)

### Demostraciones y EP
- Arranca tu cara (1993)
- Desollar a los vivos (1995)
- Promoción de 4 pistas (1997)
- Oscuridad anunciada (1998, SOD Records/Crash Music Inc. )

### Sencillos
- "Levántate y revuélvete" (2011, Victory Records)
- "Presa paralizada" (2015, Victory Records)
- "Lucha donde estés" (hazaña. Max Cavalera) (2015, Récords de victoria)
- Portada de "Speed Freak" Hallows Eve (2016, Victory Records)
- "Fearmonger (hazaña. Schmier)" (2018, Victory Records)
- "Una ceniza ardiente" (2018, Victory Records)

### DVD
- Vivir en Alemania (2006, Crash Music, Inc. )

### Videos musicales
- "Víctimas de la violencia" (2006, dirigida por Dave Paul)[20]
- "El peor de los casos" (2010, dirigida por Jason Meudt y Emmett Austin)[21]
- "Rise Up And Revolt" (2011, dirigida por Eric Richter)[22]
- "Lazos de sangre" (2012, dirigida por Eric Richter)[23]
- "Blind Devotion" (2013, dirigida por Eric Richter)[24]
- "Régimen terrorista" (2013, dirigida por Eric Richter)[25]
- "Carpet Bombing" (2013, dirigida por Eric Richter)[26]
- "Utter Chaos" (2013, dirigida por Eric Richter)[27]
- "Omnipotencia despiadada" (2013, dirigida por Eric Richter)[28]
- "Presa paralizada" (2015, dirigida por Dustin Smith)[29]
- "Doomsday" (2016, dirigida por Dustin Smith)[30]
- "El imparable" (2018, dirigida por Dustin Smith)[31]
- "Una ceniza ardiente" (2018, dirigida por Dustin Smith)
- "Envía el olvido" (2018, dirigida por Dustin Smith)
- "Un llamado a las armas" (2022)
- "Imperio genocida" (2022)

### Apariciones en compilaciones
- Darkness Foretold apareció en "Sampler #12" (CD, Pulverized Records / SOD Magazine, 1998)
- Fight Till Death (portada de Slayer) apareció en "Straight to Hell: A Tribute to Slayer" (CD, Cleopatra/Deadline, 1999)
- Left For Dead apareció en "Road Kill Vol. 2" (CD, Pavement Music, 1999)
- Tomb Of Armenus apareció en "Deftone 2/99" (CD, Deftone Magazine, febrero de 1999)
- Darkness Foretold apareció en "The Morbid One" (CD, Morbid Records, 1999)
- Humans Shall Pay apareció en "Fire on the Brain - Volumen 1" (CD, Olympic, 2001)
- Face Down apareció en "Metal for the Masses Vol. 3" (2 × CD, Century Media Records, 2004)
- Butchering Death apareció en "Dreaded Compilation Vol. Sicks" (cinta de casete, Copremesis Records)
- Gorebag apareció en "Death Metal Legends" (CD, Pavement Music, 2008)